# Dimitrie Brătianu
Dimitrie Brătianu (né en 1818 à Pitești - mort le 8 juin 1892 à Bucarest), est un homme d'État. 
Il est maire de Bucarest de mars 1866 à mars 1867. Il est le président du Conseil des ministres du royaume de Roumanie en 1881 (du 22 avril au 21 juin) et ministre des Affaires étrangères du 10 avril 1881 au 8 juin 1881.